# Renault Estafette
L'Estafette era un furgone di taglia media prodotto tra il 1959 ed il 1980 dalla Casa automobilistica francese Renault.

## Storia e profilo

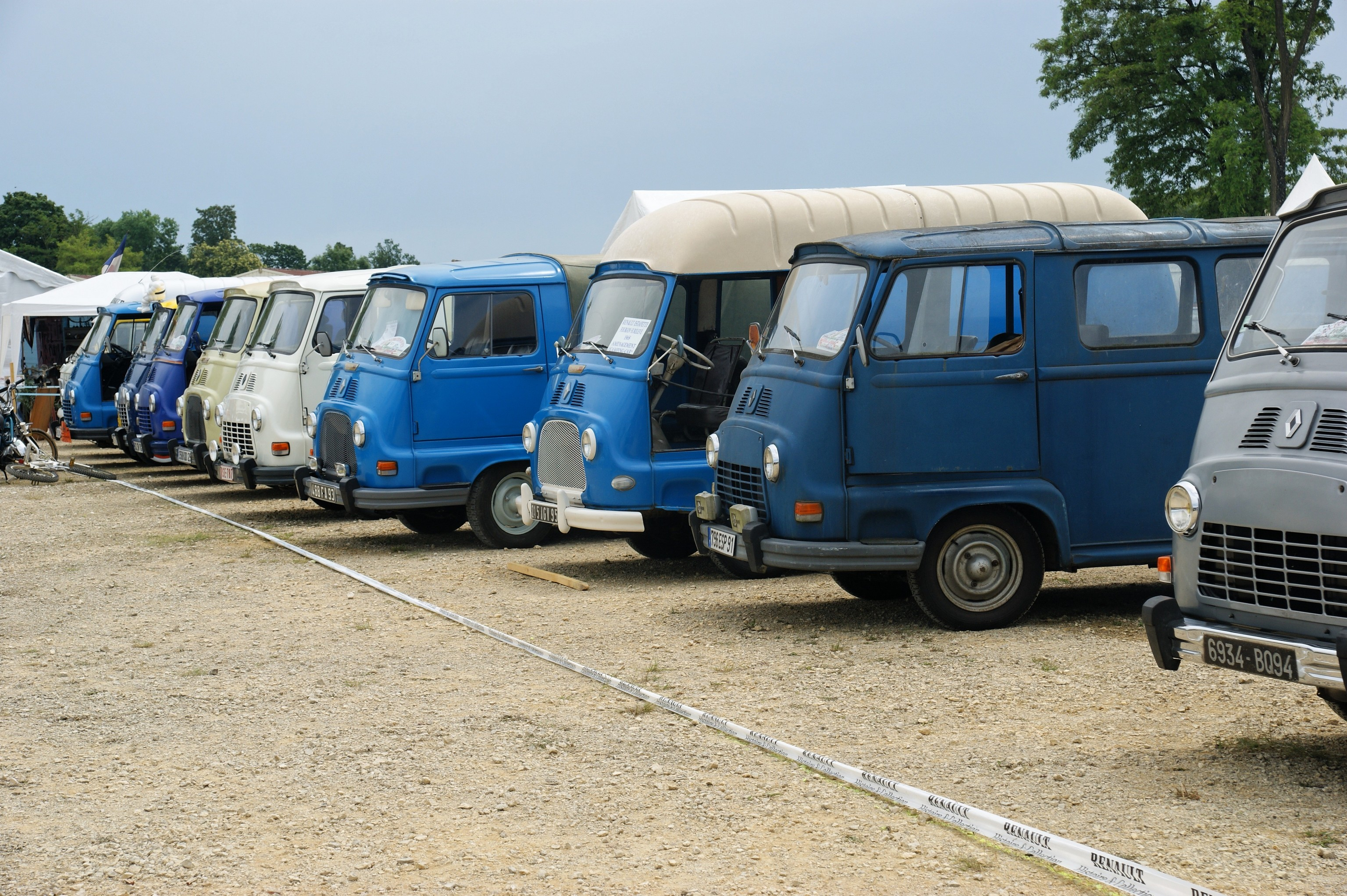
Vari tipi di Estafette

Nel secondo dopoguerra, la Francia stava procedendo a risollevarsi dopo le profonde ferite subite, sia a livello umano che a livello economico. Le Case automobilistiche stavano proponendo mezzi commerciali leggeri per agevolare gli scambi. La Citroën aveva introdotto l'HY, un furgone di medie dimensioni, e di lì a poco avrebbe introdotto anche la versione furgonata della Citroën 2CV. La Peugeot, dal canto suo, aveva in listino i D3 e D4, furgoni derivati dalla Peugeot 203. Ma la Renault, in questo campo aveva una scelta molto ristretta, limitata alla sola Dauphinoise, derivata dalla Juvaquatre. Doveva perciò correre ai ripari per proporre anch'essa un furgone di taglia media. I lavori cominciarono di lì a breve, nel 1952, sotto la direzione dell'ingegner Guy-Grosset-Grange, che pensava ad un furgone dotato di cabina avanzata, sospensioni a ruote indipendenti e portata di almeno 6 quintali. Il progetto si concretizzò nel 1959, anno in cui il nuovo automezzo era pronto alla commercializzazione. Era nato il nuovo Estafette. Rispetto alla Type H della Citroën e alla D3 della Peugeot, la Estafette era più moderna e proponeva soluzioni del tutto particolari, scocca semiportante con una soglia di carico molto bassa e la porta anteriore scorrevole che poteva essere lasciata aperta anche durante la guida (che però sarà sostituita nelle versioni successive alla prima con porte tradizionali). Il motore era montato su di un telaio che comprendeva il cambio (a quattro marce avanti rovesciate, cioè con la prima e la terza dietro) e la sospensione anteriore e si trovava sotto l'abitacolo, tra i due sedili. Al motore si poteva accedere dall'abitacolo tramite uno sportello. Novità assoluta per la Renault, la trazione era anteriore. L'Estafette fu disponibile inizialmente in due versioni: quella furgonata, denominata Estafette 600 (dove il numero indicava la portata in kg) e quella destinata al trasporto di persone, una sorta di "minibus", denominata Alouette. Il propulsore utilizzato era il 4 cilindri da 845 cm³ già montato sulla Dauphine. Tale unità motrice garantiva solamente 32 CV di potenza massima. La velocità massima era quindi intorno agli 85 km/h. Ma nonostante le scarse prestazioni, l'Estafette conobbe comunque un successo più che buono, visto e considerato che nei primi tre anni ne furono venduti oltre 58 000 esemplari.
Nel maggio del 1962, fu introdotta una nuova variante, denominata Estafette 800, che era equipaggiata con il motore da 1108 cm³ che equipaggiava la Renault 8, che esordiva proprio in quell'anno. Con i suoi 45 CV di potenza massima, l'Estafette 800 poteva permettersi più brillantezza nelle prestazioni e poteva quindi portare più agevolmente un carico maggiore. La velocità massima saliva a circa 95 km/h.
Il 1965 vide l'arrivo della versione a passo allungato, denominata Estafette 1000, in cui l'interasse maggiorato di 38 cm permetteva una maggior portata, salita a 10 quintali.

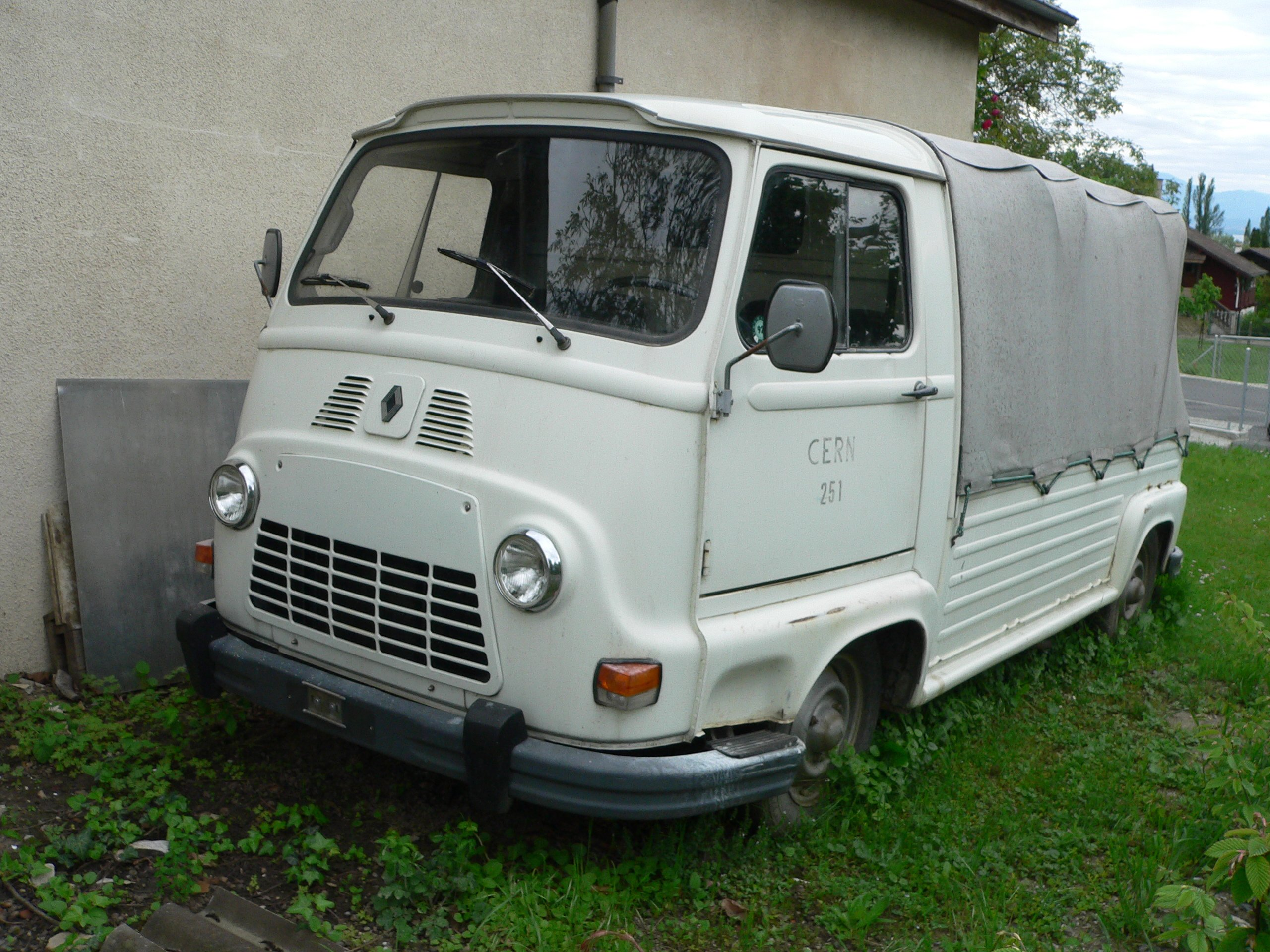
Un'Estafette in versione telonata

Nel 1968 vi furono alcune modifiche di dettaglio e l'adozione del motore da 1289 cm³ montato sulla Renault 12 che fu introdotta sempre nel '68. Grazie a tale propulsore che garantiva 54 CV a 5250 giri/min, le prestazioni divennero ulteriormente brillanti. La velocità massima salì a 100 km/h, ma anche la coppia motrice ne fu positivamente influenzata.
Nel 1972 arrivarono alcune modifiche di dettaglio per la Estafette: frontale leggermente rivisto, adozione delle cinture di sicurezza e del servofreno.
Durante la sua produzione, l'Estafette non fu mai equipaggiato con un motore a gasolio. Solo un'applicazione sperimentale su tale furgone vide l'utilizzo di un motore diesel Indenor. Ma tale sperimentazione non fu mai portata alla commercializzazione. Furono invece proposte diverse varianti, comprendenti anche le versioni telonate, i pick-up ed i furgoni con tetto rialzato.
L'Estafette fu tolta di produzione nel 1980, per far posto al più moderno Renault Trafic. L'Estafette è stato il veicolo, l'unico in dotazione, ad essere usato dalla gendarmeria francese durante tutto il suo periodo di produzione.

## Dacia D6

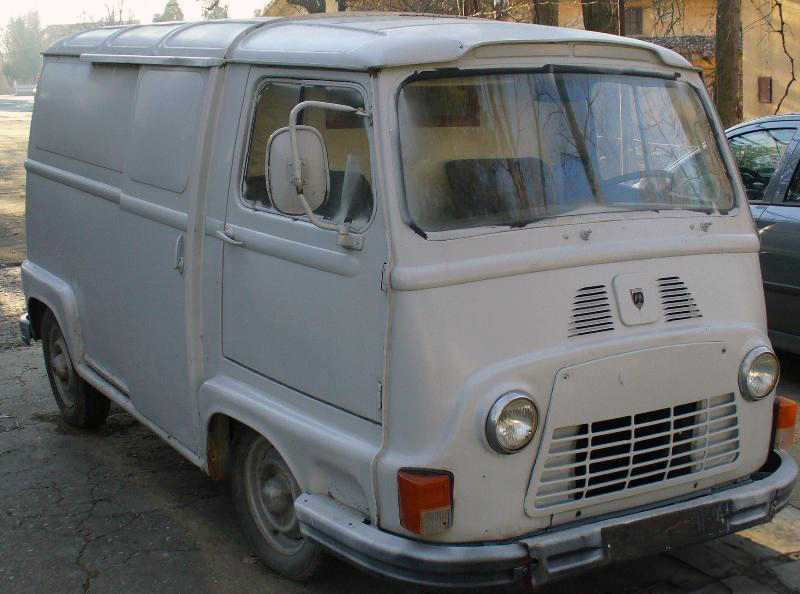
La versione Dacia

L'Estafette fu assemblato anche in Romania, dalla Dacia come Dacia D6, dal 1975 al 1978 in un numero ridotto di esemplari, destinati alle amministrazioni pubbliche.
Il motore era lo stesso dei modelli Dacia 1300 (a parte la pompa dell'acqua e il filtro aria). Tutto il sistema frenante era fabbricato in Romania così come la parte elettrica e altri impianti.